# Сениллт ап Дингад
Сениллт (валл. Senyllt) (умер примерно в 550 году) — сын Дингада, короля Галвидела. Сениллт стал королём Галвидела примерно в 530-х годах. Примерно в 550 году король Северного Регеда Кинварх напал на Галвидел, и Сениилт погиб в бою. Сын Сениллта Нехтон бежал в Альт клуит.